# Naissance en 1130
Naissance
- 1126
- 1127
- 1128
- 1129
- 1130
- 1131
- 1132
- 1133
- 1134

Cette page dresse une liste de personnalités nées au cours de l'année 1130 :
- 18 octobre : Zhu Xi ou Chu Hsi, philosophe et historien chinois[1].

- Agnès de Baudement, comtesse de Braine-sur-Vesle, comtesse de Fère-en-Tardenois, de Néelle, de Pontarcy, de Longueville, de Quincy-Basse et de Baudement.
- Amédée II de Montfaucon, seigneur de Montfaucon et comte de Montbéliard.
- Géza II de Hongrie, ouGéza II Árpád, roi de Hongrie.
- Guillaume IV de Nevers, comte de Nevers, d'Auxerre et de Tonnerre.
- Henri de Sandomierz, duc de Sandomierz.
- Hugues d'Ibelin, noble du royaume de Jérusalem.
- Inpu Mon In no Daifu, poétesse et courtisane japonaise.
- Nicolas de Verdun, orfèvre.
- Qatada ibn Idris (en), Chérif de La Mecque.
- Raimundo Pais de Riba de Vizela (en), noble portugais.
- Rosalie de Palerme, noble sicilienne, patronne de la ville de Palerme en Italie et de la ville de El Hatillo au Venezuela.
- Thibaut V de Blois, comte de Blois, de Châteaudun et de Chartres.

date incertaine (vers 1130)
- Adam le Gallois (en), évêque de St Asaph et théologien.
- Benjamin de Tudèle, voyageur juif médiéval qui a visité l'Europe, l'Asie et l'Afrique.
- Bogusław Ier de Poméranie, duc de Szczecin puis duc de Poméranie occidentale.
- Christian Ier von Buch, ou Chrétien de Bûche, évêque de Mayence.
- Clément III, pape.
- Walter Fitz Robert (en), seigneur de Little Dunmow.
- Guillaume de Tyr, archevêque de Tyr, historien des croisades au Moyen Âge et précepteur du roi de Jérusalem Baudouin IV le Lépreux.
- Ibn Yahyā al-Maghribī al-Samaw'al, mathématicien et médecin de langue arabe.
- Manassès II de Pougy, évêque de Troyes.
- Maredudd ap Gruffydd, prince de Deheubarth.
- Rainier de Ponza, moine cistercien et un théologien catholique.
- Richard FitzGilbert de Clare[2], 2e comte de Pembroke, lord de Striguil (Galles du sud) et de Leinster (Irlande), seigneur de Bienfaite et d'Orbec (Normandie).
- Simon de Tournai,  chanoine qui s'inscrit dans le mouvement de la Renaissance.
- Cyrille de Tourov, évêque et un théologien russe.
- Karl Sverkersson, roi de Suède.

## Crédit d'auteurs
- Cet article est partiellement ou en totalité issu de l'article intitulé « 1130 » (voir la liste des auteurs).